# Departamento San Jerónimo
Das Departamento San Jerónimo liegt im Osten der Provinz Santa Fe im Zentrum Argentiniens und ist eine von 19 Verwaltungseinheiten der Provinz.
Es grenzt im Norden an die Departamentos Las Colonias und La Capital, im Osten an die Provinz Entre Ríos, im Süden an die Departamentos San Lorenzo und Iriondo und im Westen an das Departamento San Martín. 
Die Hauptstadt des Departamento San Jerónimo ist Coronda. 

## Städte und Gemeinden
Das Departamento San Jerónimo ist in folgende Gemeinden aufgeteilt:
- Arocena
- Barrancas
- Bernardo de Irigoyen
- Campo Piaggio
- Casalegno
- Centeno
- Coronda
- Desvío Arijón
- Díaz
- Gaboto
- Gálvez
- Gessler
- Larrechea
- Loma Alta
- López
- Maciel
- Monje
- Pueblo Irigoyen
- San Eugenio
- San Fabián
- San Genaro
- San Genaro Norte

Koordinaten: 32° 0′ S, 61° 0′ W